# 紀伯姬
紀伯姬（前8世纪？—前690年），春秋时期鲁国人，鲁惠公的女儿，鲁隐公的妹妹。
前721年（周平王五十年、鲁隐公二年）九月，纪国的裂繻到鲁国来迎接伯姬，《左传》解释是卿為君来迎接，十月，伯姬嫁到纪国，嫁给纪厉侯为夫人。前716年（周桓王四年、鲁隐公七年）冬，伯姬的妹妹叔姬嫁到纪国，作为紀伯姬的娣。前691年（周庄王六年、鲁庄公三年、齐襄公七年），紀季以酅地（今山东省淄博市临淄区东）归附于齐国，成为齐国的附庸，其后紀叔姬回到鲁国。前690年（周庄王七年、鲁庄公四年、齐襄公八年）三月，紀伯姬去世。紀侯出奔，把紀国交给了紀季，齐国于是吞并紀国。六月乙丑，齊襄公负责安葬紀伯姬。